# 절망은 없다
"절망은 없다"는 1968년 공개된 대한민국의 영화이다.

## 배역
- 남궁원
- 김지미
- 주선태
- 안인숙